# Dekanat pietropawłowski
Dekanat pietropawłowski (ros. Петропавловский деканат) – rzymskokatolicki dekanat archidiecezji astańskiej, w Kazachstanie. W jego skład wchodzi 11 parafii leżących w obwodzie północnokazachstańskim.

## Parafie dekanatu pietropawłowskiego
- Czkałowo – parafia śś. Apostołów Piotra i Pawła
- Jasna Polana – parafia Matki Bożej Nieustającej Pomocy
- Kellerowka – parafia św. Franciszka z Asyżu
- Korniejewka – parafia Serca Jezusowego i Serca Maryi
- Oziornoje – parafia Matki Bożej Królowej Pokoju
- Pietropawłowsk – parafia św. Trójcy
- Saumalkol – parafia Jezusa Miłosiernego
- Smirnowo – parafia Jezusa Dobrego Pasterza
- Tajynsza – parafia św. Rodziny
- Tonkoszurowka – parafia św. Wawrzyńca
- Zielony Gaj – parafia Zesłania Ducha Świętego